# Stemphylium globuliferum
Stemphylium globuliferum är en svampart som först beskrevs av Vestergr., och fick sitt nu gällande namn av E.G. Simmons 1969. Stemphylium globuliferum ingår i släktet Stemphylium och familjen Pleosporaceae.   Inga underarter finns listade i Catalogue of Life.